# Pycreus niederleinianus
Pycreus niederleinianus är en halvgräsart som först beskrevs av Johann Otto Boeckeler, och fick sitt nu gällande namn av Carl Lindman. Pycreus niederleinianus ingår i släktet Pycreus och familjen halvgräs. Inga underarter finns listade i Catalogue of Life.